# Fitzrovia
Fitzrovia est un petit quartier du centre de Londres, divisé entre le district de la Cité de Westminster (ouest) et le borough londonien de Camden (est).

## Situation et accès
Le quartier est délimité par Euston Road au nord, par Gower Street à l’est, par Oxford Street au sud et par Great Portland Street à l’ouest.
Il compte trois stations de métro :
- Great Portland Street, desservie par les lignes  Circle  Hammersmith & City  Metropolitan,

- Warren Street, où circulent les trains des lignes  Northern  Victoria,

- Goodge Street, desservie par la ligne  Northern.

## Origine du nom
Fitzrovia est nommée d'après Fitzroy Square (en), une place dans le quartier, ou d'après le Fitzroy Tavern (en), un pub situé sur le coin de Charlotte Street et Windmill Street. Avant la fin du dix-neuvième siècle le quartier était la propriété des ducs de Grafton, qui portent le nom de famille FitzRoy, littéralement « fils du roi » ; le premier duc était le fils illégitime du roi Charles II par Barbara Palmer, 1re duchesse de Cleveland.

## Bâtiments remarquables et lieux de mémoire
Son bâtiment le plus haut et le plus célèbre est la BT Tower, le centre des télécommunications en Grande-Bretagne.
Fitzroy Street abrita dans les années 1900 plusieurs ateliers d'artistes, lesquels formèrent une communauté informelle autour de Walter Sickert.

### Musées
- Grant Museum of Zoology
- The Cartoon Museum

### Squares
- Bedford Square
- Fitzroy Square Garden

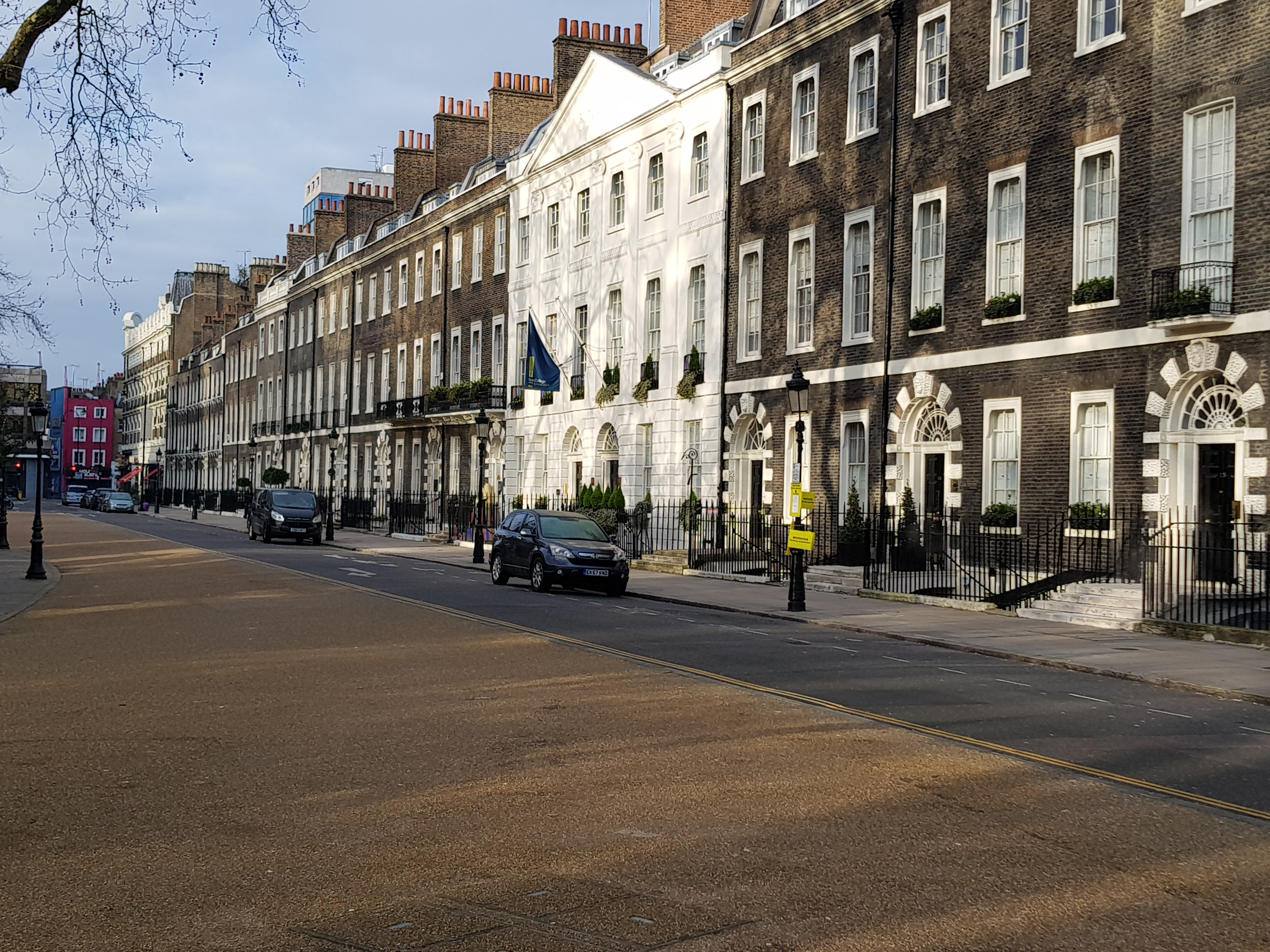
Bedford Square, côté nord.
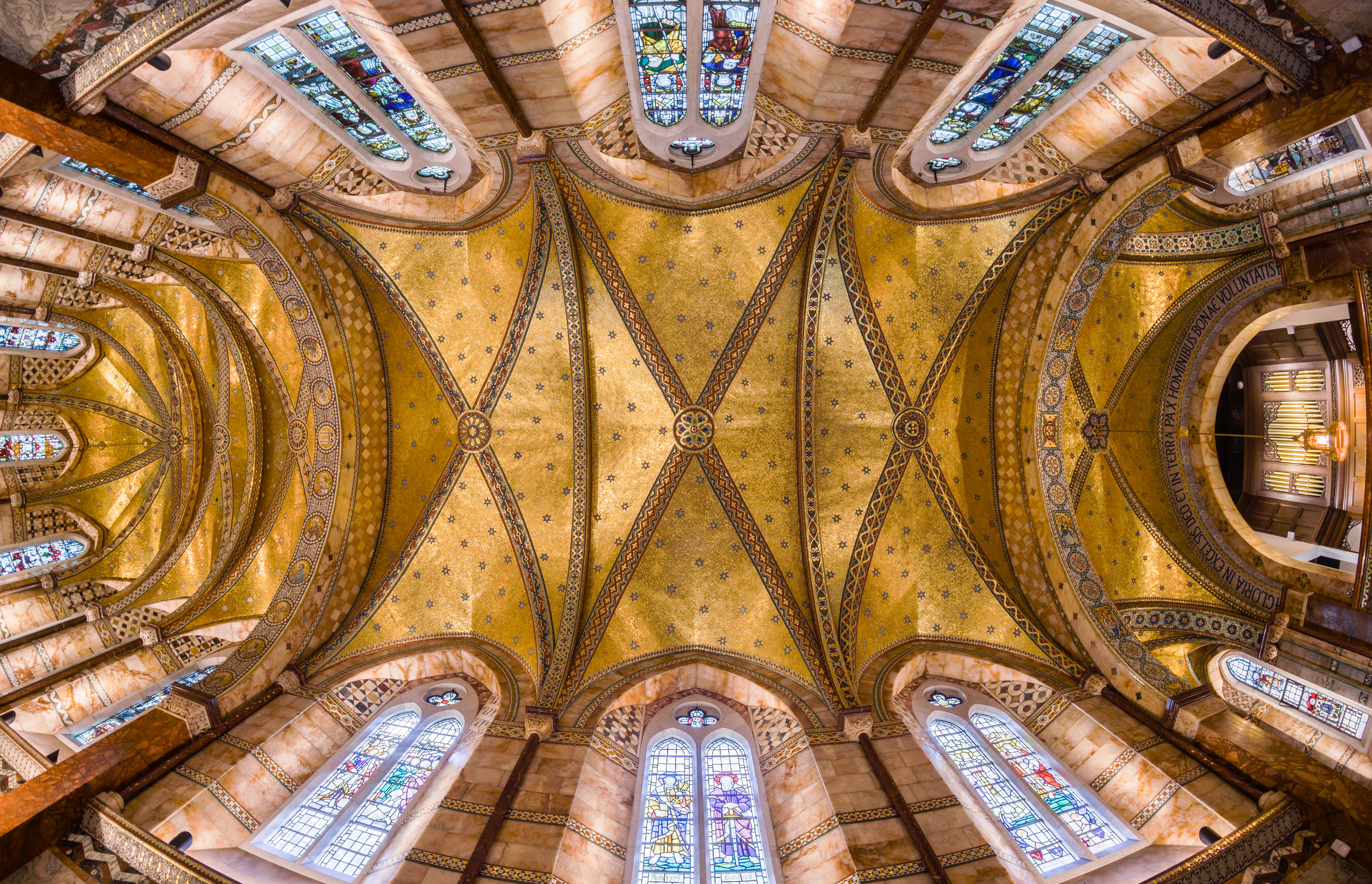
Plafond de la Fitzrovia Chapel (en) (septembre 2017).